# Chiesa di Santa Maria in Piano
La chiesa di Santa Maria in Piano è un edificio religioso che si trova a Loreto Aprutino, in provincia di Pescara.

## Storia

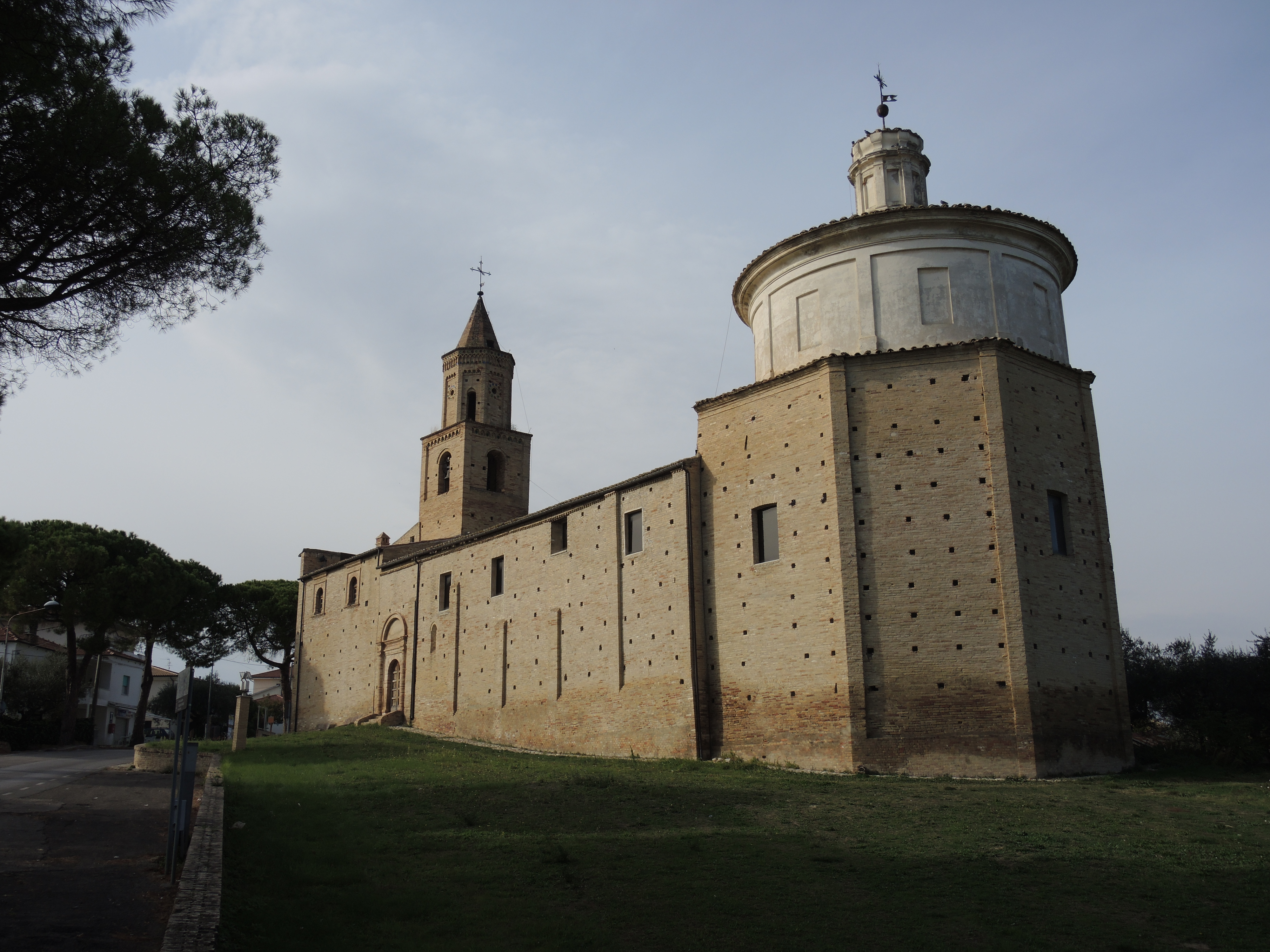
Abside

Sull’origine di Santa Maria in Piano ci sono tesi differenti. Secondo alcune fonti la chiesa è sorta sui resti di un tempio pagano, dedicato al dio Giano secondo alcuni da cui deriverebbe il nome pio Giano, mentre altri attribuirebbero il tempio alla dea Diana.
La prima notizia storica sulla chiesa è dell'864 risultando tra i beni concessi in usufrutto dall'abate Bertario di Montecassino a Suabilo, gastaldo dei Marsi. Nel 1091 era di proprietà dell'abbazia di San Vincenzo al Volturno e venne donata a San Pietro di Loreto; fu successivamente più volte contesa tra l' Abbazia di San Bartolomeo a Carpineto della Nora e l'abazia di San Pietro a Loreto Aprutino.
Nel 1168 fu distrutta da un incendio e venne ricostruita intorno al 1280 quando il monastero venne unito a quello cistercense di Santa Maria di Casanova. Venne successivamente ristrutturata nel 1558-60 dall'abate Giovanni Battista Umbriani da Capua, a seguito di un miracolo, modificando il portale principale aggiungendo l’attuale porticato, costruendone il portale laterale ed aggiungendo l'abside ed il tamburo sovrastante.

## Architettura

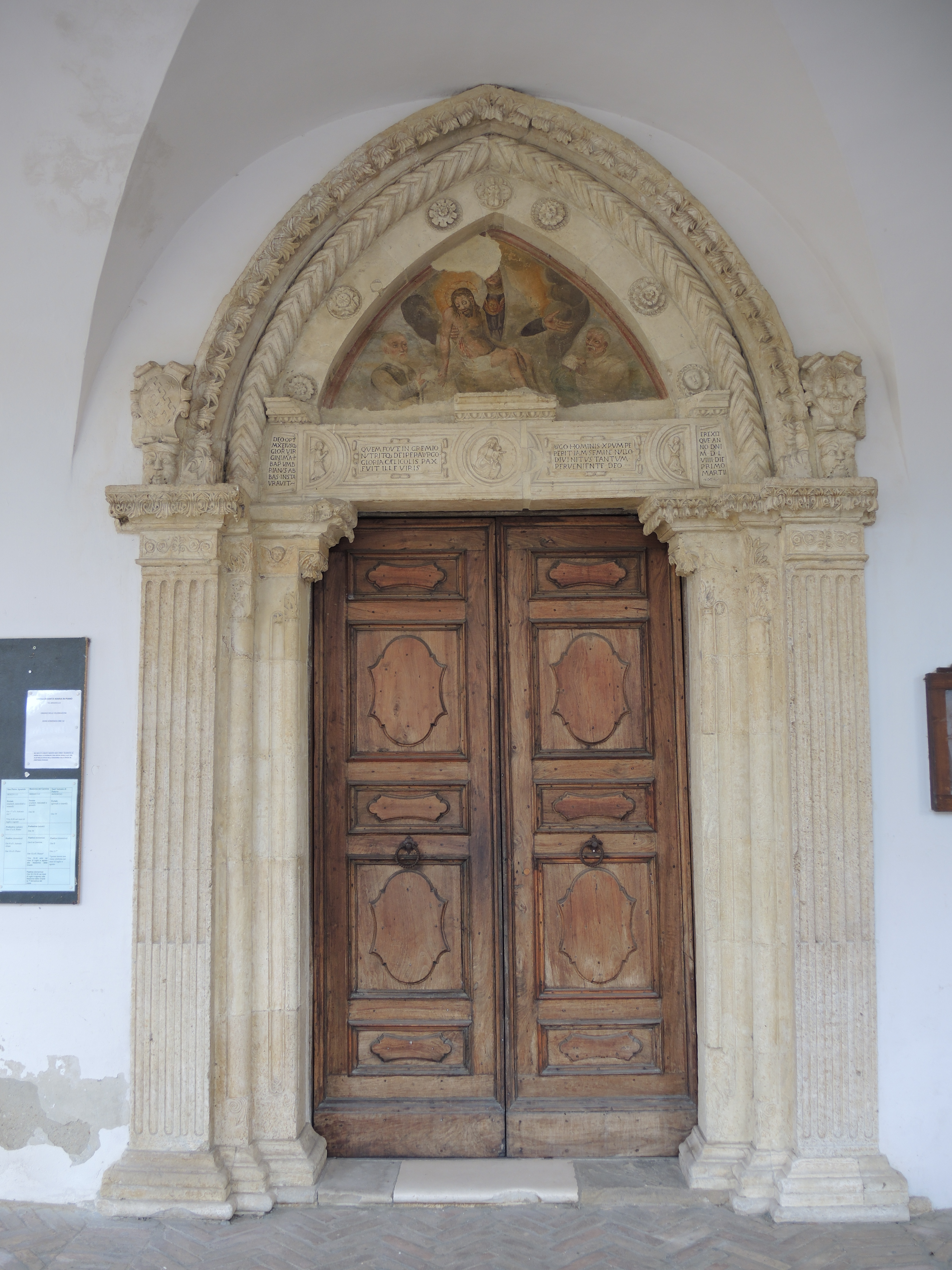
Portale

Il portale del 1559 in pietra, immette nella navata unica rettangolare in stile gotico su cui e rappresentata una scena religiosa, divisa in cinque campate da una sequenza di archi a sesto acuto. In corrispondenza di ciascun arco sono presenti lesene di rinforzo sulle pareti esterne. La copertura è a capriate con mattonelle in ceramica a vista.
Il pavimento è in cotto, e le finestre e la porta laterale del cinquecento hanno parzialmente distrutto le pitture esistenti, risalenti ai primi decenni del  XV secolo.
La navata termina su un ambiente di forma ottagonale coperto da una volta a spicchi e sovrastato da un tiburio cilindrico. Il campanile è a sezione quadrata, in stile medievale nella parte inferiore e rinascimentale nella parte superiore, con decorazioni policrome in maiolica.

## Interni
L'interno è ornato di pitture, in particolare sulle campate di destra del XIV e XVI secolo e sulla controfacciata. Sulle campate del lato sinistro rimangono soltanto frammenti degli affreschi esistenti. Il dipinto presente sulla controfacciata è l’opera di maggiori dimensioni presente in Abruzzo e rappresenta il giudizio particolare, ispirato dalla visione dell'oltretomba avuta da Alberico da Settefrati.
In mezzo alla navata si trova la pietra tombale dell'abate Giovanni Battista Umbriani, costituita da una lastra circolare con lo stemma di famiglia. Nella nicchia centrale dell'altare maggiore in legno dorato si trova un crocifisso cinquecentesco e una pietà policroma.